# Консепшен (залив)
Консепшен (англ. Conception Bay) — залив моря Лабрадор и северного Атлантического океана на юго-восточном побережье острова Ньюфаундленд.

## География
Залив входит в полуостров Авалон острова Ньюфаундленд и открывается в Атлантический океан. Он ограничен мысом Сен-Франсис недалеко от Бей-де-Верде на севере. Максимальная глубина 300 м.
Залив покрывает площадь 1295 км² и включает несколько островов, тремя крупнейшими из которых являются Белл, Малый Белл и Келли. В залив впадают реки с востока и запада бассейна Атлантического океана.

## История
Название залив Консепшен («бухта Зачатия») происходит от португальского Baía da Conceição или Baia de Comceica и предположительно было дано в честь праздника Непорочного зачатия 8 декабря. Название впервые появляется на карте библиотеки Оливериана (Пезаро, Португалия) приблизительно в 1504—1505 годах.
Бухта Консепшен была местом колонии Британиола, основанной в 1610 году. Это была территория плантации Си-Форест, основанной в 1610 году, и Бристолс-Хоуп, основанной в 1619 году. В 1610-х годах бухта была укрытием на Ньюфаундленде известного буканьера Питера Истона. Здесь были найдены предметы, сохранившейся со времён плантаторской эпохи XVII—XIX веков, такие как испанские монеты, отчеканенные в Перу. В XVII веке через бухту осуществлялась торговля между Ньюфаундлендом и Бильбао.

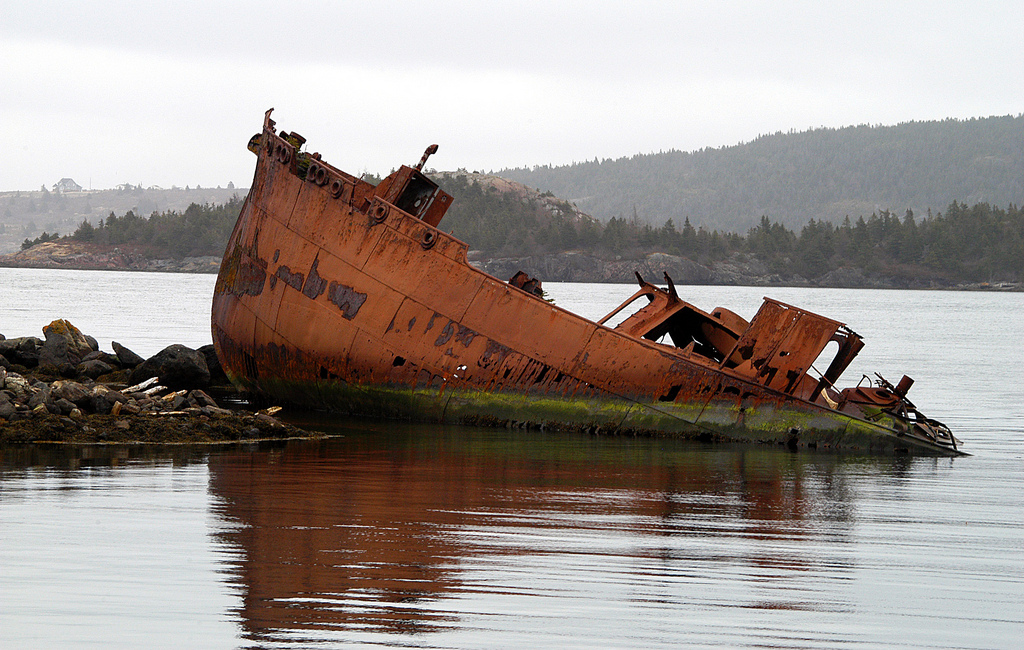
Остов затонувшего корабля в заливе

С конца 1890-х до 1960-х годов на острове Белл находился железный рудник в Вабане, руда с которого перевозилась на металлургические комбинаты в Сидни (Новая Шотландия). Во время Второй мировой войны поставленные на якорь грузовые суда DOSCO, перевозившие руду, а также погрузочный пирс в Вабане, были целью нацистских подводных лодок как минимум два раза. Во время одной атаки на заякоренные рудоносцы торпеда не достигла своей цели и поразила пирс, что сделало остров Белл одним из немногих мест в Северной Америке, где он подвергся прямой атаке нацистов. Остовы четырёх грузовых кораблей, затонувших во время этих двух атак, видны во время отлива; Мемориал на берегу посвящён 69 морякам-торговцам, которые погибли.
С 2011 года Мемориальный университет Ньюфаундленда проводит археологические раскопки в городе Карбонире, граничащем с заливом.